# Лундгрен, Керстин
Керстин Маргарета Лундгрен (швед. Kerstin Margareta Lundgren; род. 14 января 1955, Швеция) — шведский государственный и политический деятель, член шведской Партии Центра. Третий заместитель спикера риксдага с 26 сентября 2022 года. Депутат риксдага с 2002 года Она также является членом Совета управляющих Ассоциации европейских парламентариев с Африкой (AWEPA).

## Биография
Родилась в 1955 году в семье полицейского Йона Лундгрена (John Lundgren) и Эстер Лундгрен (Ester Lundgren, в девичестве — Магнуссон, Magnusson).
Окончила Упсальский университет в 1978 году. Имеет степень доктора философии.
В шведском парламенте Лундгрен работает в Комитете по иностранным делам с 2006 года. В настоящее время она является главным представителем  партии Центра по взаимодействию по международным делам.
Помимо своей роли в парламенте, Лундгрен является членом шведской делегации в Парламентской ассамблее Совета Европы с 2007 года. Являясь членом партии Центра, она входит в группу «Альянс либералов и демократов за Европу». В настоящее время она ведет активную работу в Парламентской ассамблее Совета Европы: она является заместителем председателя подкомитета ассамблеи по Ближнему Востоку и арабскому миру; членом комитета по правовым вопросам и правам человека; членом Комитета по выполнению обязательств государствами-членами Совета Европы (Комитет по мониторингу). Вместе с Борисом Цилевичем из Латвии (2015–2017), а затем Титом Корлачеаном из Румынии (с 2018 года) она выступает в качестве содокладчика ассамблеи по Грузии. До этого она была докладчиком по вопросу о воздействии Лиссабонского договора на Совете Европы.
26 сентября 2022 года в третьем голосовании избрана третьим вице-спикером риксдага. Получила 57 из 346 голосов. Её соперница, Лотта Йонссон Форнарве (Левая партия) получила 52 голоса. Мартин Одаль (Партия Центра) получил 4 голоса, а Бьёрн Сёдер (Социал-демократы) — 1 голос.

## Внешние ссылки
- Керстин Лундгрен на сайте Риксдага